# Liste der Straßennamen von Röfingen
Die Liste der Straßennamen von Röfingen listet alle Straßennamen von Röfingen und dem Ortsteil Roßhaupten auf.

## Liste geordnet nach den Orten
In dieser Liste werden die Straßennamen den einzelnen Orten zugeordnet und kurz erklärt.

### Röfingen
| Straßenname           | |
| --------------------- | --- |
| Am Kirlesberg         | |
| Augsburger Straße     | benannt nach der Stadt Augsburg, in die die Verlängerung der Straße führt (B 10)                              |
| Bachstraße            | benannt nach den Bächen, die durch den südlichen Ortsteil zur Mindel hin fließen                              |
| Bahnhofweg            | Weg, der in Richtung des Bahnhofs von Burgau führt (Bahnstrecke Augsburg–Ulm)                                 |
| Bergstraße            | benannt nach dem Gaisenberg, auf den die Verlängerung des Weges führt                                         |
| Birkenweg             | benannt nach Baumarten der Birken                                                                             |
| Bgm.-Dr.-Geier-Straße | |
| Eichenweg             | benannt nach den Baumarten der Eichen                                                                         |
| Hohlweg               | |
| Hühleweg              | benannt nach dem ehemaligen Dorfweiher, der Hüle                                                              |
| Lauinger Straße       | benannt nach der Stadt Lauingen, in die die Verlängerung der Straße führt (Staatsstraße St 2025)              |
| Margaretenstraße      | benannt nach der Heilige Margareta, der Patronin der Kirche von Röfingen                                      |
| Marienstraße          | benannt nach Maria                                                                                            |
| Obere Straße          | bezieht sich darauf, dass diese Straße höher liegt als die Augsburger Straße, da das Dorf an einem Hang liegt |
| Schönstraße           | benannt nach der Schönstattkapelle                                                                            |
| Sonnenstraße          | benannt nach der Sonne                                                                                        |
| Thannhauser Straße    | benannt nach der Stadt Thannhausen, in die die Verlängerung der Straße führt (Staatsstraße St 2025)           |
| Waldweg               | benannt nach dem kleinen Wäldchen südöstlich des Dorfes                                                       |
| Wäsleinstraße         | |

### Roßhaupten
| Straßenname           | |
| --------------------- | -------------------------------------------------------------------------------------------------- |
| Am Oberfeld           | |
| Feldstraße            | |
| Flurstraße            | |
| Gartenstraße          | |
| Grenzstraße           | |
| Haldenwanger Straße   | benannt nach dem Nachbardorf Haldenwang, in das die Verlängerung dieses Weges führt                |
| Hauptstraße           | Hauptstraße des Straßendorfes (B 10)                                                               |
| Hinter den Gärten     | benannt nach den Gärten, die sich an der von der Hauptstraße abgewandten Seite der Häuser befanden |
| Rosengäßchen          | benannt nach den Blumen                                                                            |
| Sankt-Leonhard-Straße | benannt nach dem Hl. Leonhard, dem Patron der Kirche von Roßhaupten                                |
| Schulgäßchen          | benannt nach der ehemaligen Schule von Roßhaupten                                                  |
| Schulstraße           | benannt nach der ehemaligen Schule von Roßhaupten                                                  |
| Triebstraße           | |
| Ziegelstraße          | |

## Alphabetische Liste
In Klammern ist der Ort angegeben, in dem die Straße ist.
| - Am Kirlesberg (Röfingen) - Am Oberfeld (Roßhaupten) - Augsburger Straße (Röfingen) - Bachstraße (Röfingen) - Bahnhofweg (Röfingen) - Bergstraße (Röfingen) - Birkenweg (Röfingen) - Bgm.-Dr.-Geier-Straße (Röfingen) - Eichenweg (Röfingen) - Feldstraße (Roßhaupten) - Flurstraße (Roßhaupten) - Gartenstraße (Roßhaupten) - Grenzstraße (Roßhaupten) - Haldenwanger Straße (Roßhaupten) - Hauptstraße (Roßhaupten) - Hinter den Gärten (Roßhaupten) - Hohlweg (Röfingen) - Hühleweg (Röfingen) | - Lauinger Straße (Röfingen) - Margaretenstraße (Röfingen) - Marienstraße (Röfingen) - Obere Straße (Röfingen) - Rosengäßchen (Roßhaupten) - Sankt-Leonhard-Straße (Roßhaupten) - Schönstraße (Röfingen) - Schulgäßchen (Roßhaupten) - Schulstraße (Roßhaupten) - Sonnenstraße (Röfingen) - Thannhauser Straße (Röfingen) - Triebstraße (Roßhaupten) - Waldweg (Röfingen) - Wäsleinstraße (Röfingen) - Ziegelstraße (Roßhaupten) |

| ↑ Zurück zum Inhaltsverzeichnis |